# Prospalta ochrea
Prospalta ochrea là một loài bướm đêm trong họ Noctuidae.